# Costa Luminosa
Le Costa Luminosa était le nom d'un navire de croisière de la compagnie Costa Croisières, une filiale du numéro un mondial, l’américain Carnival corporation & PLC qui l'a intégré à sa propre flotte en 2022 sous le nom Carnival Luminosa.

## Histoire
Ce navire de croisière, de classe Spirit est un modèle hybride de la classe Vista standard.
Construit aux chantiers Fincantieri de Venise Marghera, il fut baptisé à Gênes le 5 juin 2009 en même temps que le Costa Pacifica. Le Livre Guinness des records est venu homologuer ce record, intitulé « Plus grand nombre de navires baptisés en un jour par une même société ». Il fut suivi en 2010 par le Costa Deliziosa.
Le 23 juin 2021, il est annoncé qu'à la mi-2022, le Costa Magica quittera la flotte de Costa Croisières pour passer à celle  de Carnival Cruise Lines après une rénovation en cale sèche. Mais le 15 juin 2022, nouvelle décision : c'est finalement le Costa Luminosa qui rejoindra la flotte de Carnival Cruise Lines, pour opérer vers l'Australie et la côte pacifique d'Amérique du Nord.
Il termine sa carrière sous ce nom en arrivant au port de Trieste en Italie le 4 septembre 2022.

### Baptême
Il a été baptisé à Gênes le 5 juin 2009 en même temps que le Costa Pacifica. La cérémonie a d'ailleurs fait l'objet d'un record enregistré au Livre Guinness des records pour le baptême simultané des 2 paquebots.

## Photos

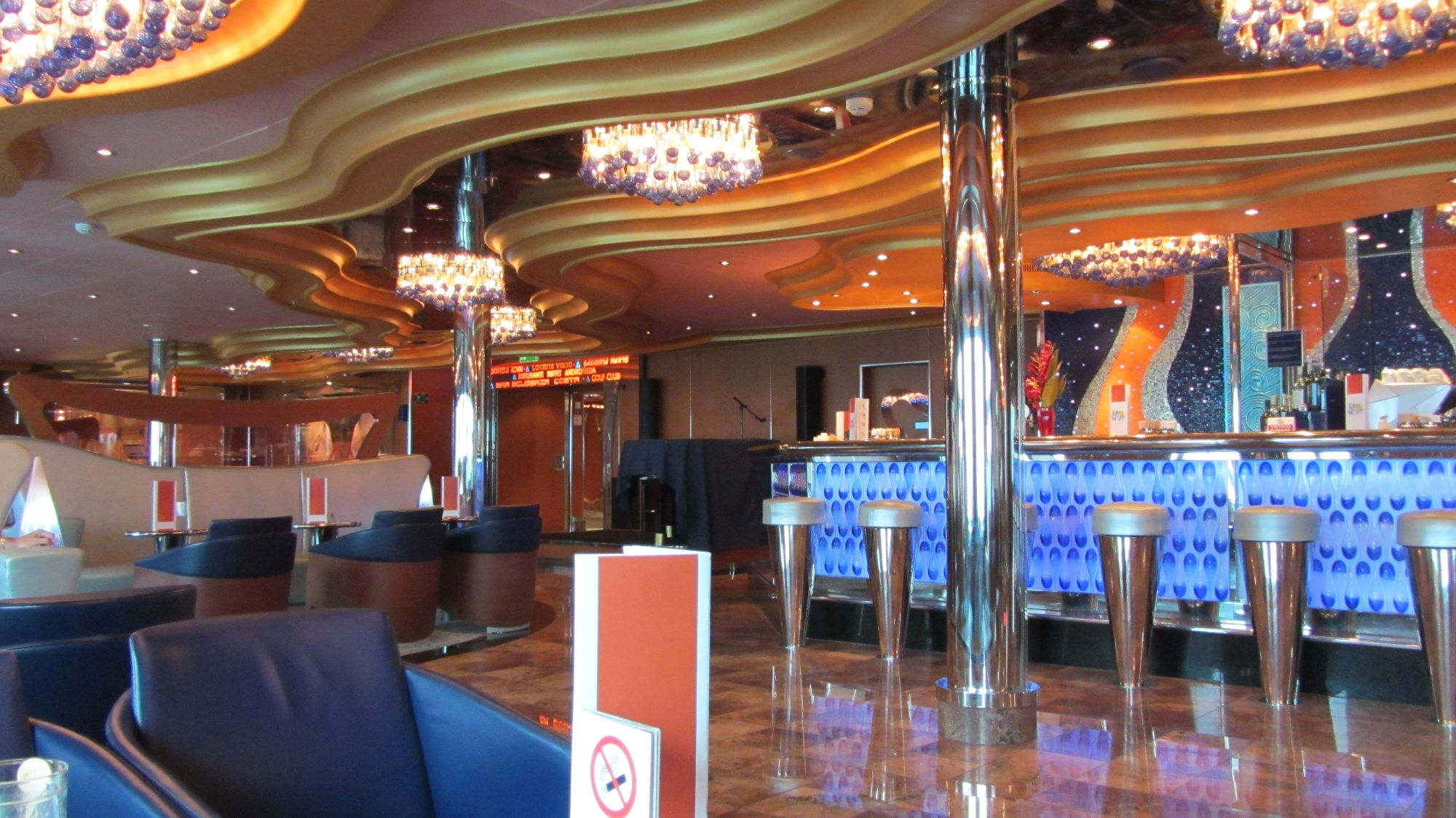
Bar Libra
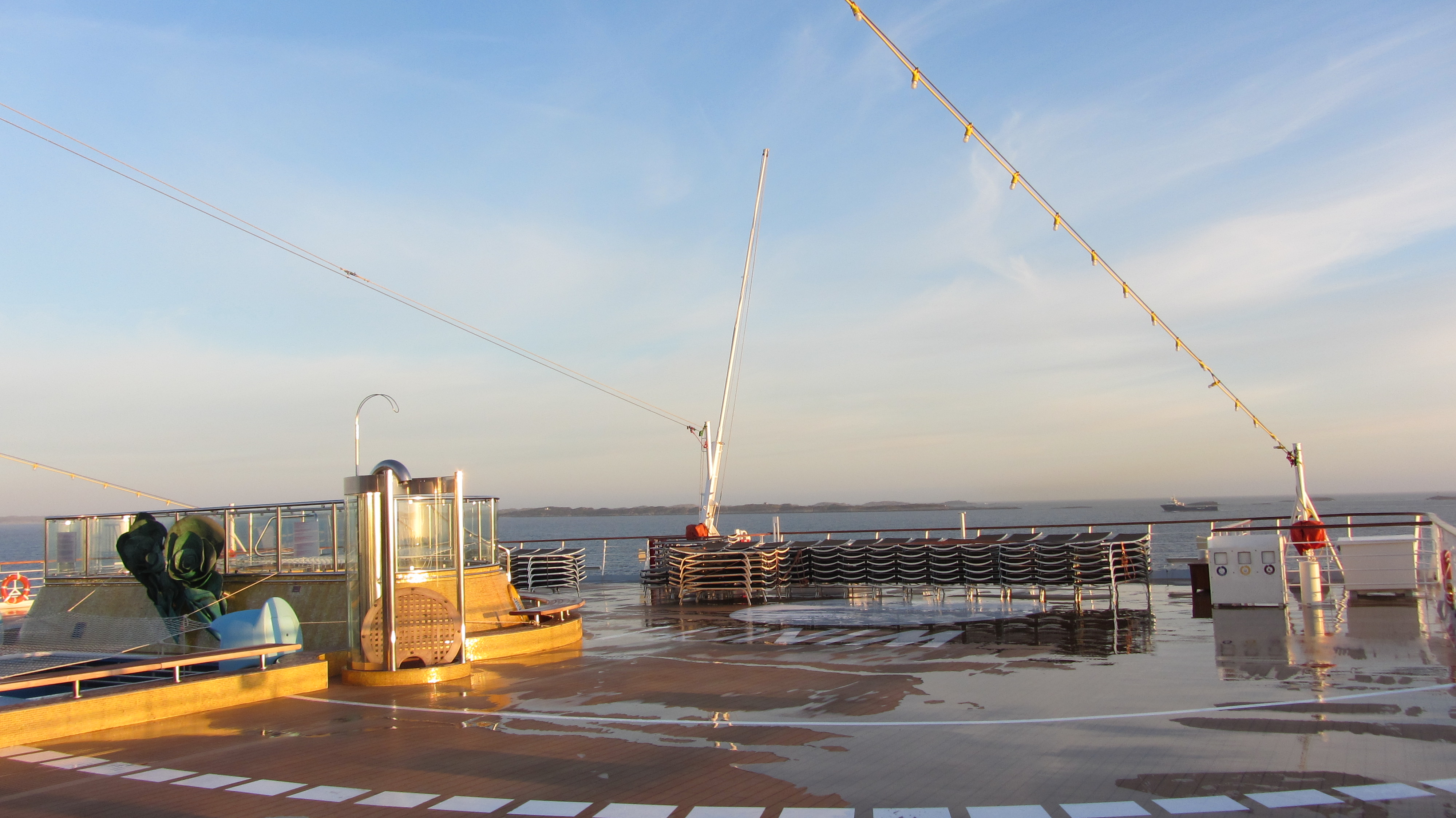
Lido
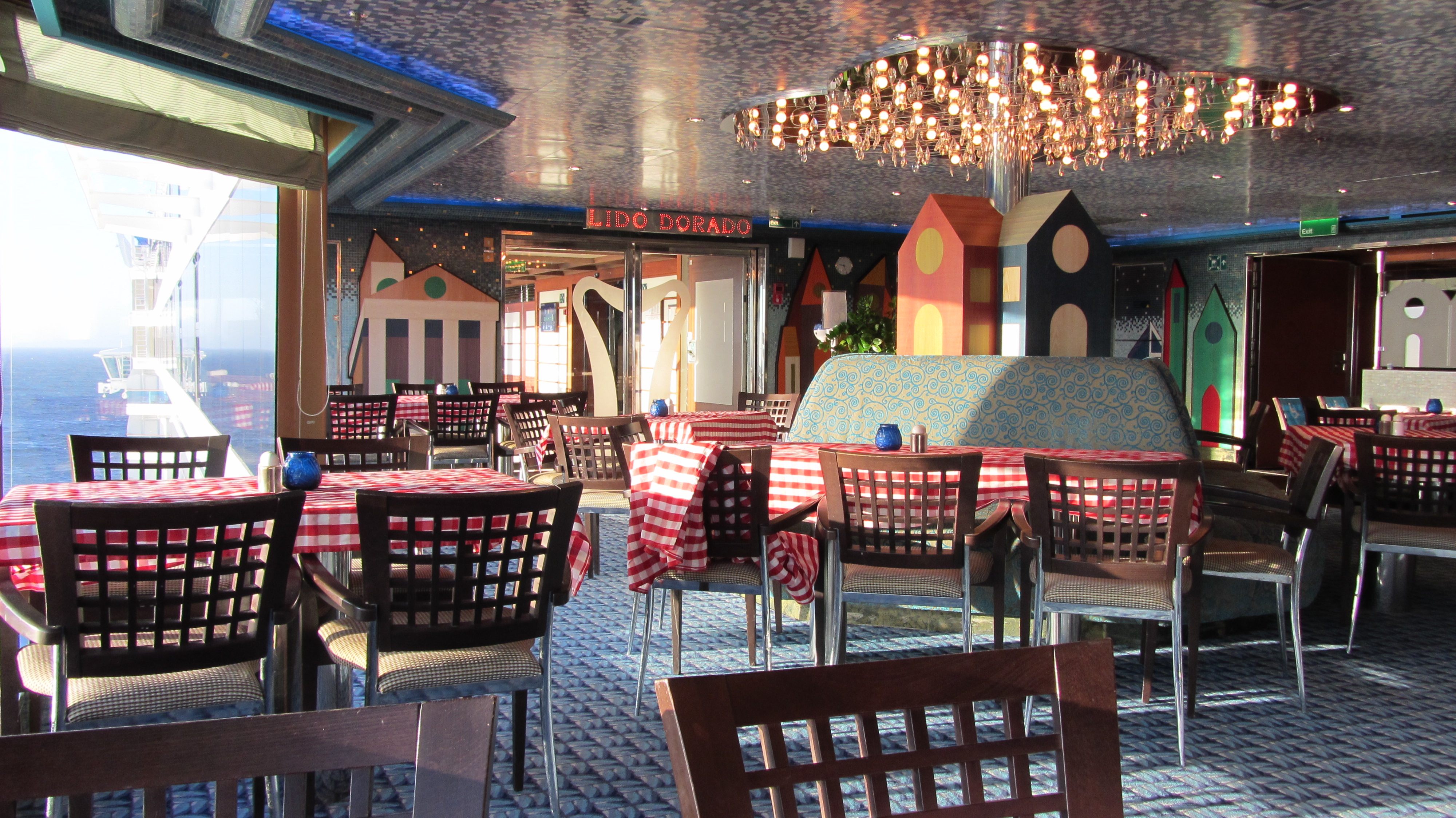
Buffet